# 宮崎青年師範学校
| 宮崎青年師範学校 （宮崎青師） | 宮崎青年師範学校 （宮崎青師） |
| ----------------------------- | ----------------------------- |
| 創立                          | 1944年                        |
| 所在地                        | 宮崎市                        |
| 初代校長                      | 海野隆之進                    |
| 廃止                          | 1951年                        |
| 後身校                        | 宮崎大学                      |
| 同窓会                        |                               |

宮崎青年師範学校 （みやざきせいねんしはんがっこう） は、1944年 （昭和19年） に設立された青年師範学校である。

## 概要
- 1922年 （大正11年） 設立の宮崎県実業補習学校教員養成所を起源とする。
- 1944年、宮崎県立青年学校教員養成所 （1935年設立） の国への移管により宮崎青年師範学校となった。
- 第二次世界大戦後の学制改革で新制宮崎大学学芸学部 （現・教育文化学部） の前身の一つとなった。

## 沿革
- 1922年3月10日： 県立宮崎農学校校内に宮崎県実業補習学校教員養成所を併設。
- 1922年4月20日： 宮崎県実業補習学校教員養成所、開所。
- 1926年3月： 宮崎高等農林学校校内に移転。
- 1935年4月1日： 宮崎県立青年学校教員養成所と改称 （2年制）。
- 1938年5月31日： 臨時教員養成科を設置 （1年制）。
- 1941年3月11日： 女子部を設置。
- 1941年5月： 宮崎市霧島町1番地の独立校舎に移転。
- 1944年4月1日： 官立移管され、宮崎青年師範学校となる （本科3年制）。
- 1949年5月31日： 新制宮崎大学発足。
  - 宮崎師範学校と共に学芸学部の母体として包括された。
- 1951年3月31日： 宮崎大学宮崎青年師範学校 （旧制）、廃止。

## 歴代校長
宮崎県実業補習学校教員養成所・宮崎県立青年学校教員養成所
- 所長： 粟屋春太郎 （1922年4月 - 1926年3月）
  - 宮崎農学校校長と兼務
- 所長事務取扱： 松岡忠一 （1926年3月 - 1936年3月）
  - 宮崎高等農林学校教授 （1928年から同校長）
- 所長事務取扱： 山本和蔵 （1936年3月 - 1941年3月）
  - 宮崎高等農林学校校長
- 所長事務取扱： 海野義一 （1941年3月 - 1941年9月）
- 所長： 海野隆之進 （1941年9月 - 1944年3月）

官立宮崎青年師範学校
- 校長： 海野隆之進 （1944年4月 - 1945年11月24日[1]）
- 校長事務取扱： 保田八束 （1945年 - 1945年）
- 校長： 田中円三郎 （1945年 - 1949年4月）
- 校長事務取扱： 沼田義雄 （1949年4月 - ）

## 校地の変遷と継承
前身の宮崎県立青年学校教員養成所から引き継いだ、宮崎市霧島町1番地の校地を使用した。

## 関連書籍
- 宮崎県（編）　『宮崎県史 : 通史編 近・現代 1』　宮崎県、2000年5月、1235頁。
- 宮崎県（編）　『宮崎県史 : 別編 年表』　宮崎県、2000年5月、219頁・223頁・243頁。
- 宮崎市史編纂委員会（編）　『宮崎市史 : 続編（上）』　宮崎市、1978年3月、777頁。
- 宮崎日日新聞社・宮崎県大百科事典刊行委員会（編）　『宮崎県大百科事典』　宮崎日日新聞社、1983年、892頁 「宮崎青年師範学校」 の項。